# Puerto de Ploče
El Puerto de Ploče (en croata: Luka Ploče) es un puerto marítimo en Ploče, Croacia, cerca de la desembocadura del río Neretva, en la costa del Mar Adriático. Fue inaugurado oficialmente en 1945 después de que un ferrocarril fue construido como una ruta de suministro para conectar el lugar con instalaciones industriales en zonas de Bosnia y Herzegovina, que era entonces parte de Yugoslavia en Sarajevo y Mostar. A partir de 2010, se ubicó como el segundo mayor puerto de carga en Croacia, después del Puerto de Rijeka con una capacidad de carga de 4,5 millones de toneladas, en su mayoría de carga general, incluyendo 20.420 unidades equivalentes a veinte pies (TEU). En 2008, el Puerto de Ploče registró 2555 llegadas de buque. Es administrado por la Autoridad del Puerto de Ploče.